# Тригорија Алта (Рим)
Тригорија Алта је насеље у Италији у округу Рим, региону Лацио.
Према процени из 2011. у насељу је живело 266 становника. Насеље се налази на надморској висини од 68 м.